# 6e étape du Tour de France 2021
Pour un article plus général, voir Tour de France 2021.
La 6e étape du Tour de France 2021 se déroule le jeudi 1er juillet 2021 entre Tours et Châteauroux, sur une distance de 160,6 kilomètres.

## Parcours

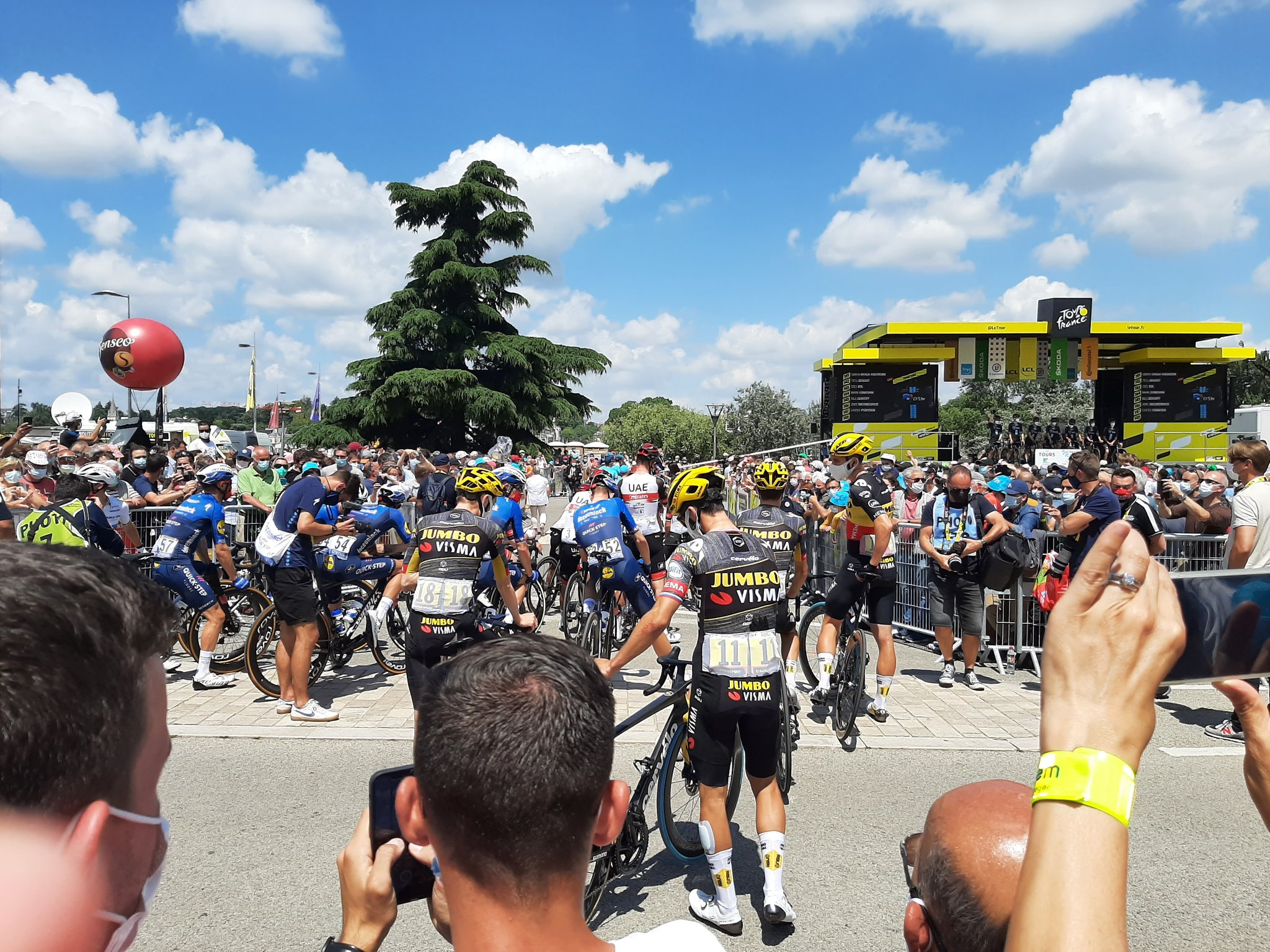
Les coureurs montent sur le podium avant le départ de la sixième étape du Tour de France 2021

## Résultats

### Classement de l'étape
| Classement de la 6e étape | Classement de la 6e étape | Classement de la 6e étape | Classement de la 6e étape | Classement de la 6e étape |
|                           | Coureur                   | Pays                      | Équipe                    | Temps                     |
| ------------------------- | ------------------------- | ------------------------- | ------------------------- | ------------------------- |
| 1er                       | Mark Cavendish            | Royaume-Uni               | Deceuninck-Quick Step     | en 3 h 17 min 36 s        |
| 2e                        | Jasper Philipsen          | Belgique                  | Alpecin-Fenix             | + 0 s                     |
| 3e                        | Nacer Bouhanni            | France                    | Arkéa-Samsic              | + 0 s                     |
| 4e                        | Arnaud Démare             | France                    | Groupama-FDJ              | + 0 s                     |
| 5e                        | Peter Sagan               | Slovaquie                 | Bora-Hansgrohe            | + 0 s                     |
| 6e                        | Cees Bol                  | Pays-Bas                  | Team DSM                  | + 0 s                     |
| 7e                        | Tim Merlier               | Belgique                  | Alpecin-Fenix             | + 0 s                     |
| 8e                        | Wout van Aert             | Belgique                  | Jumbo-Visma               | + 0 s                     |
| 9e                        | Michael Matthews          | Australie                 | Team BikeExchange         | + 0 s                     |
| 10e                       | Mads Pedersen             | Danemark                  | Trek-Segafredo            | + 0 s                     |
| modifier                  |                           |                           |                           |                           |

### Points attribués
| Sprint intermédiaire Luçay-le-Mâle (km 104,3) | Sprint intermédiaire Luçay-le-Mâle (km 104,3) | Sprint intermédiaire Luçay-le-Mâle (km 104,3) | Sprint intermédiaire Luçay-le-Mâle (km 104,3) | Sprint intermédiaire Luçay-le-Mâle (km 104,3) |
| --------------------------------------------- | --------------------------------------------- | --------------------------------------------- | --------------------------------------------- | --------------------------------------------- |
|                                               | Coureur                                       | Pays                                          | Équipe                                        | Point(s)                                      |
| 1er                                           | Greg Van Avermaet                             | Belgique                                      | AG2R Citroën                                  | 20                                            |
| 2e                                            | Roger Kluge                                   | Allemagne                                     | Lotto-Soudal                                  | 17                                            |
| 3e                                            | Sonny Colbrelli                               | Italie                                        | Bahrain Victorious                            | 15                                            |
| 4e                                            | Michael Mørkøv                                | Danemark                                      | Deceuninck-Quick Step                         | 13                                            |
| 5e                                            | Jasper Philipsen                              | Belgique                                      | Alpecin-Fenix                                 | 11                                            |
| 6e                                            | Michael Matthews                              | Australie                                     | Team BikeExchange                             | 10                                            |
| 7e                                            | Mark Cavendish                                | Royaume-Uni                                   | Deceuninck-Quick Step                         | 9                                             |
| 8e                                            | Peter Sagan                                   | Slovaquie                                     | Bora-Hansgrohe                                | 8                                             |
| 9e                                            | Danny van Poppel                              | Pays-Bas                                      | Intermarché-Wanty-Gobert Matériaux            | 7                                             |
| 10e                                           | Arnaud Démare                                 | France                                        | Groupama-FDJ                                  | 6                                             |
| 11e                                           | Nacer Bouhanni                                | France                                        | Arkéa-Samsic                                  | 5                                             |
| 12e                                           | Daniel Oss                                    | Italie                                        | Bora-Hansgrohe                                | 4                                             |
| 13e                                           | Jonas Rickaert                                | Belgique                                      | Alpecin-Fenix                                 | 3                                             |
| 14e                                           | Connor Swift                                  | Royaume-Uni                                   | Arkéa-Samsic                                  | 2                                             |
| 15e                                           | Jacopo Guarnieri                              | Italie                                        | Groupama-FDJ                                  | 1                                             |
| modifier                                      |                                               |                                               |                                               |                                               |

| Arrivée d'étape Châteauroux (km 160,6) | Arrivée d'étape Châteauroux (km 160,6) | Arrivée d'étape Châteauroux (km 160,6) | Arrivée d'étape Châteauroux (km 160,6) | Arrivée d'étape Châteauroux (km 160,6) |
| -------------------------------------- | -------------------------------------- | -------------------------------------- | -------------------------------------- | -------------------------------------- |
|                                        | Coureur                                | Pays                                   | Équipe                                 | Point(s)                               |
| 1er                                    | Mark Cavendish                         | Royaume-Uni                            | Deceuninck-Quick Step                  | 50                                     |
| 2e                                     | Jasper Philipsen                       | Belgique                               | Alpecin-Fenix                          | 30                                     |
| 3e                                     | Nacer Bouhanni                         | France                                 | Arkéa-Samsic                           | 20                                     |
| 4e                                     | Arnaud Démare                          | France                                 | Groupama-FDJ                           | 18                                     |
| 5e                                     | Peter Sagan                            | Slovaquie                              | Bora-Hansgrohe                         | 16                                     |
| 6e                                     | Cees Bol                               | Pays-Bas                               | Team DSM                               | 14                                     |
| 7e                                     | Tim Merlier                            | Belgique                               | Alpecin-Fenix                          | 12                                     |
| 8e                                     | Wout van Aert                          | Belgique                               | Jumbo-Visma                            | 10                                     |
| 9e                                     | Michael Matthews                       | Australie                              | Team BikeExchange                      | 8                                      |
| 10e                                    | Mads Pedersen                          | Danemark                               | Trek-Segafredo                         | 7                                      |
| 11e                                    | Sonny Colbrelli                        | Italie                                 | Bahrain Victorious                     | 6                                      |
| 12e                                    | Jasper De Buyst                        | Belgique                               | Lotto-Soudal                           | 5                                      |
| 13e                                    | Max Walscheid                          | Allemagne                              | Qhubeka NextHash                       | 4                                      |
| 14e                                    | Rick Zabel                             | Allemagne                              | Israel Start-Up Nation                 | 3                                      |
| 15e                                    | Mike Teunissen                         | Pays-Bas                               | Jumbo-Visma                            | 2                                      |
| modifier                               |                                        |                                        |                                        |                                        |

### Bonifications en temps
|   | Coureur          | Pays        | Équipe                | Secondes |
| - | ---------------- | ----------- | --------------------- | -------- |
| 1 | Mark Cavendish   | Royaume-Uni | Deceuninck-Quick Step | 10 s     |
| 2 | Jasper Philipsen | Belgique    | Alpecin-Fenix         | 6 s      |
| 3 | Nacer Bouhanni   | France      | Arkéa-Samsic          | 4 s      |

### Cols et côtes
| Côte de Saint-Aignan (km 72,6) 4e catégorie (2,1 km à 2,9 %) | Côte de Saint-Aignan (km 72,6) 4e catégorie (2,1 km à 2,9 %) | Côte de Saint-Aignan (km 72,6) 4e catégorie (2,1 km à 2,9 %) | Côte de Saint-Aignan (km 72,6) 4e catégorie (2,1 km à 2,9 %) | Côte de Saint-Aignan (km 72,6) 4e catégorie (2,1 km à 2,9 %) |
| ------------------------------------------------------------ | ------------------------------------------------------------ | ------------------------------------------------------------ | ------------------------------------------------------------ | ------------------------------------------------------------ |
|                                                              | Coureur                                                      | Pays                                                         | Équipe                                                       | Point(s)                                                     |
| 1er                                                          | Greg Van Avermaet                                            | Belgique                                                     | AG2R Citroën                                                 | 1                                                            |
| modifier                                                     |                                                              |                                                              |                                                              |                                                              |

### Prix de la combativité
- Greg Van Avermaet (AG2R Citroën)

## Classements à l'issue de l'étape

### Classement général
| Classement général | Classement général   | Classement général | Classement général    | Classement général |
|                    | Coureur              | Pays               | Équipe                | Temps              |
| ------------------ | -------------------- | ------------------ | --------------------- | ------------------ |
| 1er                | Mathieu van der Poel | Pays-Bas           | Alpecin-Fenix         | en 20 h 9 min 17 s |
| 2e                 | Tadej Pogačar        | Slovénie           | UAE Team Emirates     | + 8 s              |
| 3e                 | Wout van Aert        | Belgique           | Jumbo-Visma           | + 30 s             |
| 4e                 | Julian Alaphilippe   | France             | Deceuninck-Quick Step | + 48 s             |
| 5e                 | Alexey Lutsenko      | Kazakhstan         | Astana-Premier Tech   | + 1 min 21 s       |
| 6e                 | Pierre Latour        | France             | TotalEnergies         | + 1 min 28 s       |
| 7e                 | Rigoberto Urán       | Colombie           | EF Education-Nippo    | + 1 min 29 s       |
| 8e                 | Jonas Vingegaard     | Danemark           | Jumbo-Visma           | + 1 min 43 s       |
| 9e                 | Richard Carapaz      | Équateur           | Ineos Grenadiers      | + 1 min 44 s       |
| 10e                | Primož Roglič        | Slovénie           | Jumbo-Visma           | + 1 min 48 s       |
| modifier           |                      |                    |                       |                    |

| Classement par points | Classement par points | Classement par points | Classement par points | Classement par points |
| --------------------- | --------------------- | --------------------- | --------------------- | --------------------- |
|                       | Coureur               | Pays                  | Équipe                | Point(s)              |
| 1er                   | Mark Cavendish        | Royaume-Uni           | Deceuninck-Quick Step | 148 points            |
| 2e                    | Jasper Philipsen      | Belgique              | Alpecin-Fenix         | 102 pts               |
| 3e                    | Nacer Bouhanni        | France                | Arkéa-Samsic          | 99 pts                |
| 4e                    | Michael Matthews      | Australie             | Team BikeExchange     | 96 pts                |
| 5e                    | Julian Alaphilippe    | France                | Deceuninck-Quick Step | 84 pts                |
| 6e                    | Mathieu van der Poel  | Pays-Bas              | Alpecin-Fenix         | 78 pts                |
| 7e                    | Peter Sagan           | Slovaquie             | Bora-Hansgrohe        | 72 pts                |
| 8e                    | Sonny Colbrelli       | Italie                | Bahrain Victorious    | 66 pts                |
| 9e                    | Tadej Pogačar         | Slovénie              | UAE Team Emirates     | 64 pts                |
| 10e                   | Tim Merlier           | Belgique              | Alpecin-Fenix         | 62 pts                |
| modifier              |                       |                       |                       |                       |

| Classement du meilleur grimpeur | Classement du meilleur grimpeur | Classement du meilleur grimpeur | Classement du meilleur grimpeur    | Classement du meilleur grimpeur |
| ------------------------------- | ------------------------------- | ------------------------------- | ---------------------------------- | ------------------------------- |
|                                 | Coureur                         | Pays                            | Équipe                             | Point(s)                        |
| 1er                             | Ide Schelling                   | Pays-Bas                        | Bora-Hansgrohe                     | 5 points                        |
| 2e                              | Mathieu van der Poel            | Pays-Bas                        | Alpecin-Fenix                      | 4 pts                           |
| 3e                              | Anthony Perez                   | France                          | Cofidis                            | 3 pts                           |
| 4e                              | Julian Alaphilippe              | France                          | Deceuninck-Quick Step              | 2 pts                           |
| 5e                              | Edward Theuns                   | Belgique                        | Trek-Segafredo                     | 2 pts                           |
| 6e                              | Tadej Pogačar                   | Slovénie                        | UAE Team Emirates                  | 2 pts                           |
| 7e                              | Greg Van Avermaet               | Belgique                        | AG2R Citroën                       | 1 pt                            |
| 8e                              | Victor Campenaerts              | Belgique                        | Qhubeka NextHash                   | 1 pt                            |
| 9e                              | Danny van Poppel                | Pays-Bas                        | Intermarché-Wanty-Gobert Matériaux | 1 pt                            |
| 10e                             | Jelle Wallays                   | Belgique                        | Cofidis                            | 1 pt                            |
| modifier                        |                                 |                                 |                                    |                                 |

| Classement général du meilleur jeune | Classement général du meilleur jeune | Classement général du meilleur jeune | Classement général du meilleur jeune | Classement général du meilleur jeune |
|                                      | Coureur                              | Pays                                 | Équipe                               | Temps                                |
| ------------------------------------ | ------------------------------------ | ------------------------------------ | ------------------------------------ | ------------------------------------ |
| 1er                                  | Tadej Pogačar                        | Slovénie                             | UAE Team Emirates                    | en 20 h 9 min 25 s                   |
| 2e                                   | Jonas Vingegaard                     | Danemark                             | Jumbo-Visma                          | + 1 min 35 s                         |
| 3e                                   | David Gaudu                          | France                               | Groupama-FDJ                         | + 2 min 27 s                         |
| 4e                                   | Sergio Higuita                       | Colombie                             | EF Education-Nippo                   | + 2 min 58 s                         |
| 5e                                   | Lucas Hamilton                       | Australie                            | Team BikeExchange                    | + 3 min 51 s                         |
| 6e                                   | Aurélien Paret-Peintre               | France                               | AG2R Citroën                         | + 5 min 14 s                         |
| 7e                                   | Stefan de Bod                        | Afrique du Sud                       | Astana-Premier Tech                  | + 7 min 13 s                         |
| 8e                                   | Neilson Powless                      | États-Unis                           | EF Education-Nippo                   | + 8 min 9 s                          |
| 9e                                   | Mark Donovan                         | Royaume-Uni                          | Team DSM                             | + 9 min 59 s                         |
| 10e                                  | Joris Nieuwenhuis                    | Pays-Bas                             | Team DSM                             | + 10 min 59 s                        |
| modifier                             |                                      |                                      |                                      |                                      |

| Classement par équipes | Classement par équipes | Classement par équipes | Classement par équipes |
|                        | Équipe                 | Pays                   | Temps                  |
| ---------------------- | ---------------------- | ---------------------- | ---------------------- |
| 1re                    | Jumbo-Visma            | Pays-Bas               | en 60 h 32 min 2 s     |
| 2e                     | EF Education-Nippo     | États-Unis             | + 2 min 25 s           |
| 3e                     | Bahrain Victorious     | Bahreïn                | + 3 min 2 s            |
| 4e                     | Astana-Premier Tech    | Kazakhstan             | + 3 min 23 s           |
| 5e                     | Deceuninck-Quick Step  | Belgique               | + 3 min 25 s           |
| 6e                     | Ineos Grenadiers       | Royaume-Uni            | + 3 min 25 s           |
| 7e                     | Trek-Segafredo         | États-Unis             | + 5 min 21 s           |
| 8e                     | Team BikeExchange      | Australie              | + 6 min 1 s            |
| 9e                     | Movistar               | Espagne                | + 8 min 41 s           |
| 10e                    | Bora-Hansgrohe         | Allemagne              | + 9 min 50 s           |
| modifier               |                        |                        |                        |

## Abandons
- Aucun abandon[2]